# Meta Runner
Meta Runner ist eine australische computeranimierte Webserie, die von Kevin und Luke Lerdwichagul erstellt wurde. Es wird intern von Glitch Productions produziert, zusammen mit Produktionsmitteln von Screen Australia, finanziert mit Unterstützung von Crunchyroll und AMD und in Zusammenarbeit mit Epic Games. Die Premiere auf YouTube fand am 25. Juli 2019 statt, die zweite Staffel wurde am 16. Oktober 2020 auf dem Kanal GLITCH uraufgeführt. Die dritte und letzte Staffel, bekannt als Meta Runner: The Final Season, feierte am 22. Juli 2022 Premiere.
Die Serie spielt in einer futuristischen Gesellschaft, in der Unterhaltung und Lebensstil auf Videospielen und E-Sport basieren. Die besten Spieler dieser Gesellschaft sind als „Meta Runner“ bekannt. Viele von ihnen ersetzen einen ihrer Arme durch einen kybernetischen Arm, der auch „Meta Runner“-Arm genannt wird, um ihre Spielleistung zu optimieren. Im Mittelpunkt der Serie steht ein Cyborg-Mädchen namens Tari, das unter Gedächtnisverlust leidet. Sie entdeckt, dass sie die Fähigkeit hat, in Videospielen zu warpen, und stößt dabei auf eine Undercover-Gruppe namens MD-5, die sie dabei unterstützt, die korrupte Firma TAS Corp. aufzudecken.
Am 4. September 2020 wurde ein Pilotfilm für eine Spin-off-Show mit dem Titel Ultra Jump Mania veröffentlicht, die auf dem gleichnamigen fiktiven Videospiel der Serie basiert. Bis September 2023 wurde sie jedoch nicht für eine komplette Staffel aufgenommen.

## Zusammenfassung
In Silica City konzentrieren sich alle Medien und Unterhaltungsmöglichkeiten hauptsächlich auf Videospiele, die nicht nur der Unterhaltung dienen, sondern auch Arbeitsplätze im Live-Streaming und im Lifestyle-Bereich bieten. Zu den Mitgliedern der Gesellschaft zählen Meta Runner, Personen, die ihre Gliedmaßen durch kybernetische Arme ersetzt haben, die es ihnen ermöglichen, ihre Spielleistung zu steigern.
Die Serie erzählt die Geschichte von Tari, einem Meta Runner, der Gegenstand eines Experiments namens Project Blue war, das von Dr. Sheridan geleitet wurde, einem Wissenschaftler, der von TAS Corp. beauftragt wurde. Nachdem sie in einem verlassenen Labor aufwacht, findet sich Tari mit Amnesie in Silica City wieder. Das Letzte, woran sich Tari erinnern kann, ist ein plötzlicher Unfall, der im Labor zu einer Explosion führte, die Sheridan und seine Patientin Lucinia Porter scheinbar tötete.

## Stimmen und Charaktere

### Hauptcharaktere
- Celeste Notley-Smith als Tari, die Hauptfigur der gesamten Serie. Sie ist eine schüchterne und unsichere Meta Runnerin, die die Fähigkeit besitzt, sich in die Videospiele hineinzuversetzen, die sie spielt. Sie verfügt außerdem über eine integrierte KI, die ihr berät, welche Maßnahmen sie ergreifen soll, während sie sich in einem Videospiel befindet. Sie ist entschlossen herauszufinden, wer sie ist und woher ihre einzigartigen Fähigkeiten kommen.
- Robyn Barry-Cotter als Theo, der alberne, aber entschlossene Protagonist des Spiels Ultra Jump Mania, in dem er auf Tari trifft, nachdem sie in seine Welt gestolpert ist. Durch Taris Fähigkeiten wird er in die reale Welt versetzt.
- Hayley Nelson als Sofia Porter, ein fröhliches und fröhliches Mädchen, das eine von Taris Freundinnen ist. Es ist nicht bekannt, dass sie Videospiele spielt, aber sie hilft MD-5 dennoch mit ihren Hacking-Fähigkeiten.
- Anthony Sardinha als
  - Lamar Williams, ein lockerer Otaku mit einem einzigartigen kybernetischen Arm und ein Freund von Tari.
  - Dr. James Sheridan, der übergreifende Antagonist der Serie und der Hauptgegner der dritten Staffel. Er ist ein ehemaliger Wissenschaftler der TAS Corp., der Project Blue ins Leben gerufen hat, um zu verhindern, dass Lucks ihn feuert. Nach einer Explosion während der Entwicklung von Project Blue gilt er zusammen mit Lucinia als vermisst.
- Brendan Barry-Cotter als Masa Shimamoto, ein ruhiger, gelassener und ernsthafter Freund von Tari, aber ehemaliger Mannschaftskapitän der TAS Corp. Er wurde außer Dienst gestellt, nachdem er versucht hatte, sich in den privaten Server von Lucks zu hacken, um seine Theorie zu beweisen, dass Lucks Lucinia getötet hat.
- Jessica Fallico als Belle Fontiere, die sekundäre Antagonistin der ersten Staffel, eine Antiheldin der zweiten und dritten Staffel und eine Rivalin von Tari. Sie ist auch eine Vertreterin von TASCorp und ihrem berühmtesten Meta Runner. Sie ist Lucinias Freundin, doch nachdem sie von ihrem scheinbaren Tod erfährt, beginnt sie, ihrem Chef nicht zu gehorchen und aus freien Stücken zu handeln.
- David J.G. Doyle als Derek Lucks, der Hauptgegner der Serie und der Erzfeind von Masa. Er war der CEO von TAS Corp, der von Tari besessen war, weil sie eine unerwartete Fähigkeit hatte, sich in Videospiele hineinzuversetzen. Er versuchte, Tari zu fangen, um den Grund für ihre Fähigkeit herauszufinden und sie an seine anderen Meta Runner weiterzugeben, damit TAS Corp ihre Konkurrenz übertrifft. Er wurde am Ende der zweiten Staffel tödlich erschossen, nachdem Sheridan Masas kybernetischen Arm gehackt hatte. In der 3. Staffel erscheint eine KI-Version von Lucks als wiederkehrender Charakter.
- Elsie Lovelock als Evelyn Claythorne, die sekundäre Antagonistin der Serie und Meta Runner bei TAS Corp., erweist sich bei ihren Auftritten in der Serie als äußerst schlau, egoistisch und weinerlich. Sie ist auch gezwungen, Taris Show-Match-Partnerin zu sein, obwohl sie Tari sehr übel nimmt, weil sie ihr das Rampenlicht gestohlen hat.
- Amber Lee Connors als Lucinia Porter, die Hauptprotagonistin der gesamten Serie. Sie war Meta Runner bei TAS Corp und die menschliche Testperson für Dr. Sheridans „Project Blue“. Sie galt als vermisst, nachdem der „Project Blue“-Test mit einer Explosion endete. Sie ist die Schwester von Sofia Porter, das KI-Fragment von Tari und die Freundin von Belle Fontiere.

### Nebenfiguren
- Jason Marnocha als Marco, ein Gastgeber von Underground-Gaming-Turnieren in den Slums von Silica City. Er sammelt Meta Runner-Arme und verwendet zwei davon als zusätzliche Gliedmaßen.
- Elsie Lovelock als Bo, eine Nebenfigur, die als Maskottchen der TAS Corp. dient. Sie erscheint nur auf Werbetafeln in Silica City.
- Kevin und Luke Lerdwichagul als die Bot-Boys, gewöhnliche Roboter, die man in ganz Silica City findet und die normalerweise einen Job oder eine Funktion haben. Einer davon wird auch im Spiel Ultra Jump Mania gezeigt.
- David J.G. Doyle als Elder Tomato, eine Figur im Videospiel Ultra Jump Mania. Seine Aufgabe im Spiel ist es, dem Spieler erklärende Informationen und Ratschläge zu geben. Er ist auch eine Nebenfigur der Spinoff-Serie Ultra Jump Mania.
- Amber Lee Connors als Satsuki-chan, eine Figur aus dem Dating-Simulationsspiel Nova Explorers. Sie erscheint im Handheld-Dating-Simulationsspiel Pocket Gakusei aufgrund eines Crossovers zwischen den beiden Spielen.
- Brendan Blaber als Petey, ein NPC und ein Tutorial-Guide von Skybreakers

## Produktion
Wie in einem Video mit dem Titel „The Making of Tari“, das von Luke und Kevin Lerdwichagul am 14. Februar 2019 auf dem YouTube-Kanal SMG4 hochgeladen wurde, zu sehen ist, begann das Konzept von Taris Charakter, als Kevin und Luke ihre jüngere Schwester Tish fragten, die gerade in ihrem Skizzenbuch zeichnete, ob sie Ideen für einen neuen Charakter für die Machinima-Serie ihres Kanals hätte; sie zeichnete einen „Gamer-Girl“-Charakter, der Tari werden sollte. Der erste Entwurf für Tari sah einen Roboter statt eines Cyborgs vor, mit einer Antenne auf dem Kopf, Kopfhörern, einer einfachen Jacke mit einem aufgenähten Liebesherz und einem D-Pad für ihr rechtes Auge.
Schließlich wurde Tari als menschlicher Cyborg mit einer weißen Weste mit dem Meta Runner-Emblem umgestaltet, das dem Flügel des Blauhähers nachempfunden war. Ab „Sequence Break“ (Folge 4) erhielt sie außerdem einen blauen Kapuzenpullover mit blauen Jay-Flügelmustern auf jeder Schulter.
Meta Runner wurde erstmals am Ende der SMG4-Folge „War of the Fat Italians 2018“ geteasert, in der die Figur Theo und das Datum 5. Dezember 2018 dargestellt sind. In den darauffolgenden Monaten gab es ähnliche Teaser zu verschiedenen Meta Runner-Arme, bevor am 5. Dezember 2018 der offizielle Trailer zu Meta Runner hochgeladen wurde.
Am 18. März 2019 wurde bekannt gegeben, dass Meta Runner eines von vielen Projekten ist, das eine Finanzierung in Höhe von 500.000 US-Dollar von Unreal Engine erhält. Am 25. Juni 2019 wurde bekannt gegeben, dass Meta Runner von Screen Australia, Epic Games und AMD finanziert wird. Am 20. Juli 2019 gab Glitch Productions bekannt, dass sie bei der Produktion der Serie mit Crunchyroll zusammengearbeitet haben. Am 20. April 2020 gab Screen Australia die Finanzierung der zweiten Staffel von Meta Runner bekannt. Die zweite Staffel wurde vom 16. Oktober bis 18. Dezember 2020 ausgestrahlt.
Eine dritte Staffel wurde vom Schöpfer Luke Lerdwichagul einige Wochen vor Abschluss der zweiten Staffel angekündigt, bevor sie am 29. November 2021 offiziell angekündigt wurde. Ein Teaser-Trailer wurde am 6. Mai 2022 veröffentlicht. Der Teaser bestätigte, dass die dritte Staffel die letzte Staffel sein wird und im Sommer desselben Jahres erscheinen wird.
Am 24. Juni 2022 wurde der offizielle Trailer zur dritten Staffel veröffentlicht, der bestätigt, dass sie am 22. Juli 2022 beginnen würde. Sie endete am 9. September 2022.
Die Serie wurde seit der letzten Folge nicht mehr fortgesetzt, wurde jedoch in der ersten SMG4-Serie erwähnt, wobei das wiederkehrende Leitmotiv im SMG4-Film „Western Spaghetti“ zu hören ist. Das SMG4-Gegenstück von Tari wurde ebenfalls neu gestaltet, um ihrem Meta Runner-Äquivalent zu ähneln.

## Comic
Nach dem Finale am 9. September 2022 wurde eine Comicserie mit dem Titel „Meta Runner: Source“ angekündigt, die offenbar die Hintergrundgeschichte von Lucinia Porter behandelt. Es wurde auch durch eine Pre-Video-Ankündigung für die dritte Folge von SMG4s Lawsuit Arc, „SMG4: If Mario Was In... Splatoon 3“, beworben, die am 10. September veröffentlicht wurde. Ein dem Comic gewidmeter Trailer wurde am 11. September auf dem Kanal GLITCH veröffentlicht.

## Episodenliste
| Staffel | Folgen | Originale Veröffentlichung | Originale Veröffentlichung |
| Staffel | Folgen | Erstveröffentlichung       | Letzte Veröffentlichung    |
| ------- | ------ | -------------------------- | -------------------------- |
| 1       | 10     | 25. Juli 2019              | 10. Oktober 2019           |
| 2       | 10     | 16. Oktober 2020           | 18. Dezember 2020          |
| 3       | 8      | 22. Juli 2022              | 09. September 2022         |

### Staffel 1 (2019)
Alle Episoden wurden von Kevin Lerdwichagul und Jasmine Yang geschrieben und Luke Lerdwichagul fungierte als Kreativdirektor.
| Nr. (Gesamt) | Nr. (Staffel) | Titel          | Kreativdirektor   | Geschrieben                         | Originales Veröffentlichungsdatum |
| ------------ | ------------- | -------------- | ----------------- | ----------------------------------- | --------------------------------- |
| 1            | 1             | Wrong Warp     | Luke Lerdwichagul | Kevin Lerdwichagul und Jasmine Yang | 25. Juli 2019                     |
| 2            | 2             | Out of Bounds  | Luke Lerdwichagul | Kevin Lerdwichagul und Jasmine Yang | 01. August 2019                   |
| 3            | 3             | Bad Split      | Luke Lerdwichagul | Kevin Lerdwichagul und Jasmine Yang | 08. August 2019                   |
| 4            | 4             | Sequence Break | Luke Lerdwichagul | Kevin Lerdwichagul und Jasmine Yang | 15. August 2019                   |
| 5            | 5             | Aimbot         | Luke Lerdwichagul | Kevin Lerdwichagul und Jasmine Yang | 22. August 2019                   |
| 6            | 6             | Game Plan      | Luke Lerdwichagul | Kevin Lerdwichagul und Jasmine Yang | 29. August 2019                   |
| 7            | 7             | No Clip        | Luke Lerdwichagul | Kevin Lerdwichagul und Jasmine Yang | 19. September 2019                |
| 8            | 8             | One Shot       | Luke Lerdwichagul | Kevin Lerdwichagul und Jasmine Yang | 26. September 2019                |
| 9            | 9             | The Run        | Luke Lerdwichagul | Kevin Lerdwichagul und Jasmine Yang | 03. Oktober 2019                  |
| 10           | 10            | Shutdown       | Luke Lerdwichagul | Kevin Lerdwichagul und Jasmine Yang | 10. Oktober 2019                  |

### Staffel 2 (2020)
Alle Episoden wurden von Jasmine Yang geschrieben und von Luke Lerdwichagul inszeniert.
| Nr. (Gesamt) | Nr. (Staffel) | Titel            | Direktor          | Geschrieben  | Originales Veröffentlichungsdatum |
| ------------ | ------------- | ---------------- | ----------------- | ------------ | --------------------------------- |
| 11           | 1             | Hard Reset       | Luke Lerdwichagul | Jasmine Yang | 16. Oktober 2020                  |
| 12           | 2             | Firewall         | Luke Lerdwichagul | Jasmine Yang | 23. Oktober 2020                  |
| 13           | 3             | Unreal Engines   | Luke Lerdwichagul | Jasmine Yang | 30. Oktober 2020                  |
| 14           | 4             | Transfer Student | Luke Lerdwichagul | Jasmine Yang | 06. November 2020                 |
| 15           | 5             | Heart to Heart   | Luke Lerdwichagul | Jasmine Yang | 13. November 2020                 |
| 16           | 6             | Hack and Slash   | Luke Lerdwichagul | Jasmine Yang | 20. November 2020                 |
| 17           | 7             | Friendly Fire    | Luke Lerdwichagul | Jasmine Yang | 27. November 2020                 |
| 18           | 8             | Soft Lock        | Luke Lerdwichagul | Jasmine Yang | 04. Dezember 2020                 |
| 19           | 9             | Nightmare Mode   | Luke Lerdwichagul | Jasmine Yang | 11. Dezember 2020                 |
| 20           | 10            | Fatal Error      | Luke Lerdwichagul | Jasmine Yang | 18. Dezember 2020                 |

### Staffel 3 (2020)
| Nr. (Gesamt) | Nr. (Staffel) | Titel           | Artdirektor     | Geschrieben  | Originales Veröffentlichungsdatum |
| ------------ | ------------- | --------------- | --------------- | ------------ | --------------------------------- |
| 21           | 1             | Power Down      | Matthew Peckham | Jasmine Yang | 22. Juli 2022                     |
| 22           | 2             | Testing Room    | Matthew Peckham | Jasmine Yang | 29. Juli 2022                     |
| 23           | 3             | Skybreakers     | Matthew Peckham | Jasmine Yang | 05. August 2022                   |
| 24           | 4             | Dead On Arrival | Matthew Peckham | Jasmine Yang | 12. August 2022                   |
| 25           | 5             | Death Warp      | Matthew Peckham | Jasmine Yang | 19. August 2022                   |
| 26           | 6             | Global Testfire | Matthew Peckham | Jasmine Yang | 26. August 2022                   |
| 27           | 7             | Overload        | Matthew Peckham | Jasmine Yang | 02. September 2022                |
| 28           | 8             | The End         | Matthew Peckham | Jasmine Yang | 09. September 2022                |